# Relations entre l'Arabie saoudite et les Maldives
Les relations entre l'Arabie saoudite et les Maldives se sont développés en 2015 par l'établissement de la première mission diplomatique dans ce pays. À cette date, les deux pays ont signé un accord de coopération.

## Historique

### Au sein de la Organisation de la coopération islamique
Dans un contexte multilatéral, les échanges entre l'Arabie saoudite et les Maldives ont notamment eu lieu au sein de l’Organisation de la conférence islamique, devenue Organisation de la coopération islamique. Créée en 1969 avec notamment l'Arabie saoudite comme membre fondateur, les Maldives y ont adhéré en 1976.

### 2015: renforcement des relations
Les relations entre l'Arabie saoudite et les Maldives se sont développés en 2015 par la mise en place d'une mission diplomatique. Les relations entre les Maldives et l'Arabie saoudite se sont notamment développés à la suite de la détérioration des relations de Malé avec l'Inde depuis la progressive détérioration de la démocratie aux Maldives.
Début février 2017, le roi Salmane ben Abdelaziz Al Saoud, durant une visite d’État d'une semaine dans six États d'Asie, se rend aux Maldives. Cette visite d’État est qualifiée de « remarquables » par Ankit Panda qui souligne que, alors que les Maldives recevront une visite du roi seulement deux ans après l’établissement de la mission diplomatique, l'Indonésie – l’État musulman le plus peuplé au monde – recevra sa première depuis 47 ans. Il souligne étalement que Salmane ben Abdelaziz Al Saoud s'était rendu aux Maldives en 2014, avant le décès de son père et son accession au trône.
La visite du roi saoudien se ferait dans le cadre du Plan de transformation nationale de l'Arabie saoudite visant à mettre un terme au modèle économique saoudien dépendant exclusivement du pétrole. À cette fin, l'Arabie saoudite chercherait à acquérir, dans le cadre d'un bail emphytéotique, un atoll des Maldives – l'atoll de Faafu – à des fins touristiques et maritimes. D'après The Diplomat, cette vente entraînerait le déplacement forcé des presque 4 000 habitants de la subdivision maldivienne.

## Domaines de coopération

### Coopération religieuse
En 2015, en parallèle à l'établissement de la mission diplomatique, les deux pays ont signé un accord de coopération religieuse par lequel l'Arabie saoudite finançait la construction de mosquées (dont celles en cours).

### Coopération militaire
Les Maldives font également partie de l'Alliance militaire islamique établie pour lutter face à l'organisation de l’État islamique. 

## Sources